# Thibault Baillet
Pour les autres membres de la famille, voir Famille Baillet.
Pour les articles homonymes, voir Baillet.
Thibault Baillet est un magistrat français, président à mortier au parlement de Paris, né vers 1445, et mort à Paris le 19 novembre 1525.

## Biographie
Il est issu d'une célèbre famille de magistrats parisiens, illustre dans le domaine de la finance, déjà citée en 1347 dans Les annales et divers éloges au parlement. Fils de Jean II Baillet,(1400-1477), seigneur de Sceaux, conseiller au parlement, conseiller de Louis XI, et de son épouse Nicole de Fresnes (dite Gillette ou Colette), il a pour frères et sœurs :
- Jean III Baillet, conseiller au parlement de Paris, puis évêque d'Auxerre ;
- Pierre Baillet, seigneur de Villiers-les-Rigault sur la commune de Congis-sur-Thérouanne, mort à Auxerre sans alliance ;
- Anne Baillet, abbesse de l'abbaye Saint-Antoine-des-Champs de Paris ;
- Marie Baillet, professe dominicaine au prieuré Saint-Louis de Poissy ;
- Catherine Baillet, religieuse à la ferme de l'abbaye de Villiers-aux-Nonnains à Cerny avec des terres à Avrainville sur le fief de Carneaux et La Norville ;
- Geoffraine Baillet, dite Catherine, épouse de Pierre IV L'Orfèvre, seigneur d'Ermenonville et de Carmoyau conseiller du roi et maître ordinaire à sa chambre des comptes de Paris ;
- Geneviève Baillet, épouse de Jean de Longuejoüe, seigneur d'Iverny, conseiller au parlement ;
- Jeanne Baillet (morte en 1510) dame de Fresnes, épouse d'Aubert Le Viste, seigneur de Tilly, rapporteur et correcteur de la chancellerie de France à la suite de son beau-frère Thibault Baillet. C'est un sujet de Charles le Téméraire. C'est lui qui commande la tenture de La Dame à la licorne en 1472 (Paris, musée de Cluny) ;
- Antoinette Baillet, dame de Mareuil, Charmentré, Bailleul et des Hautes-Maisons, épouse de Pierre Vaudétar, vidame de Meaux, seigneur de Pouilly-le-Fort, Trillebardou, Issy et Condé, conseiller au parlement à la chambre des requêtes du palais ;
- Jeanne Baillet, épouse de Jean II Hennequin, seigneur de Lentaiges, conseiller et avocat du roi à Troyes ;
- Odette (ou Oudette) Baillet, épouse de Robert II Thiboust, chevalier, seigneur de Bailly, avocat au parlement, conseiller du roi et avocat général au parlement de Paris, puis président à mortier.

Il épouse en premières noces Jeanne Le Viste (fille de Jean IV Le Viste, seigneur d'Arcis-sur-Aube, président à la cour des aides à Paris, et de Geneviève de Nanterre, avec laquelle il aura deux garçons morts jeunes. En secondes noces, il épouse Jeanne d'Aulnay, dame de Tresmes, Silly et Goussainville, fille aînée de Philippe III d'Aulnay dit « le Galois », seigneur de Chivré, Orville, Louvres, Villeron, Chenevery et de Goussainville en partie, et de Catherine de Montmorency, dame d'Avraymesnil, de Tresmes et Silly et de l'autre partie de Goussainville, héritière de la plus grande partie des biens familiaux. De cette union naquirent trois enfants : 
- René Baillet (mort en 1579), conseiller au parlement en 1537 ;
- Anne Baillet (née vers 1500), dame de Goussainville en partie, Vincy, Orvile, Manœuvres et Louvres, qui sera la seconde épouse d'Aymard Nicolaÿ, seigneur d'Orville, Saint-Victor, Louvres et de l'autre partie de Goussainville. Premier président de la chambre des comptes, sur résignation de son père. Son contrat de mariage sera signé à Goussainville le 15 septembre 1519 ;
- Marie Baillet, morte sans enfant.

Louis XI le choisit pour faire partie aux côtés du chancelier Pierre Doriole, premier président de la cour des comptes, et seize autres personnes dont Louis Malet de Graville et Thibault Baillet, qui siègent comme commissaires aux côtés de son beau-père Jean IV Le Viste à l'instruction du procès de Jacques d'Armagnac-Nemours en 1476-1477. Le 20 juin 1477, il est présent à la salle du palais épiscopal de Noyon où le chancelier Doriole ouvre la séance du jugement au procès de Jacques d'Armagnac-Nemours, présidé par le premier président Jean Le Boulanger, assisté de trois autres présidents : Mahieu de Nanterre, Guillaume de Corbie, Jean II de Poupaincourt, de l'évêque-comte de Noyon, de Jean de la Driesche, président de la chambre des comptes, et cinquante cinq magistrats dont trois maîtres des requêtes : Thibault Baillet, Ambroise de Cambray et Jean Chambon. Le 8 juillet, Me Aubert Le Viste se récuse, mais ne pourra empêcher la condamnation du prévenu à être décapité et à la confiscation de tous ses biens le 4 août 1477 en place des Halles de Paris.
Le 19 janvier 1483, il devient deuxième président du parlement. Le 5 janvier 1484, il assiste au conseil qui se tient au château de Montargis en présence du roi Charles VIII, du duc de Lorraine, du président Doriole, des comtes de Clermont, de Bresse, du prince d'Aurenge, du chancelier et Monsieur de Périgueux. Il est le rapporteur du procès fait en Bourgogne au sieur de Villernon, alors prisonnier en Bourgogne, ainsi que du procès de l'abbé de Saint-Jean-de-Réome à Moutiers-Saint-Jean, où les intéressés doivent être amenés devant le roi pour être jugés au parlement de Paris. Il est présent aux conseils suivants, mais le 12 janvier il est absent ; on y trouve son beau-frère Aubert Le Viste.
Charles VIII énonce par lettres patentes en date du 19 janvier 1495 à Lyon et du 2 septembre 1497 à Moulins, les raisons et les modalités de la rédaction de nouveaux textes des coutumes devant être publiées dans chaque bailliage et sénéchaussée et arrêtées par les commissaires du roi. Thibault Baillet participe à ce travail de façon très brillante dans une quinzaine de coutumes. Le 23 mai 1506, le roi Louis XII adresse une lettre à Thibault Baillet, second président au parlement de Paris, ainsi qu'à Guillaume de Besançon, conseiller au parlement, reprenant les termes des lettres que Charles VIII lui avait adressées ainsi qu'à Guillaume Dauvet, maître des requêtes en 1497. Du mercredi 7 mars 1507 au samedi 10 mars, avec Guillaume de Besançon, ils siègent en qualité de commissaires royaux pour la publication des Coutumes de Sens qui sont lues en l'auditoire du bailliage sur leur ordonnance. En 1507, les Coutumes de Sens comptent vingt quatre chapitres et deux cent quatre vingt trois articles.
Le 12 septembre 1507, Baillet, président en la cour du parlement, reçoit ainsi que Jean Burdelot, procureur général en la même cour, des lettres patentes pour rédiger les Coutumes de Touraine. Ils sont reçus le 25 octobre 1507 à l'hôtel de ville de Tours par Étienne Binet, lieutenant particulier du bailli de Touraine. Baillet va dans le sens de l'amenuisement des avantages du droit d'aînesse, de l'égalité entre les enfants nés de différents lits, du bail des mineurs nobles, de la réduction des droits et profits féodaux et censuels, fiscaux ainsi que des droits de justice. 
La bibliothèque municipale d'Aix-en-Provence conserve une Chronique de Bretagne à ses armes.

## Armoiries
« D'azur à une bande d'argent, accompagnée de deux griffons d'or » (ou deux dragons ailés d'or)

## Titres et fonctions
- chevalier ;
- seigneur de Sceaux ;
- conseiller au parlement de Paris (1461-1472) ;
- maître des requêtes ordinaires de l'hôtel du roi de 1472 au 8 mai 1484[4] ;
- grand rapporteur de la grande chancellerie de France ;
- président à mortier au parlement, reçu le 14 janvier 1483, Guillaume de Corbie son prédécesseur ayant résigné sa charge à son profit et il siégera jusqu'en 1520, sous les règnes de Charles VIII de France, Louis XII de France et François Ier.